# Codex Sinaiticus

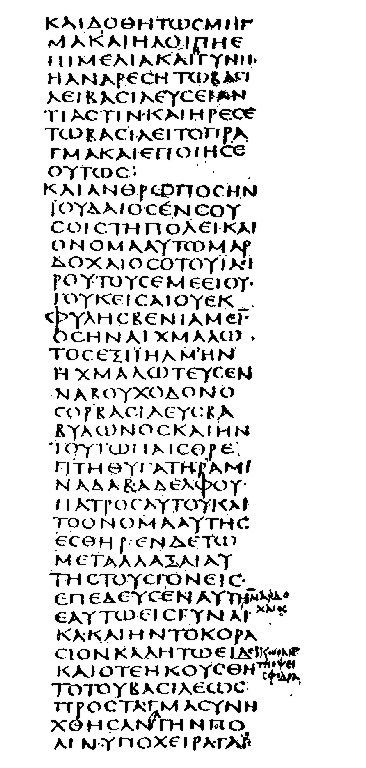
Részlet a Codex Sinaiticusból: Eszter könyvének 2. fejezete

A Codex Sinaiticus, másképp a Sínai kódex, egy Kr. u. 4. századi nagybetűs görög nyelvű Biblia-kézirat. A kódex tartalmazza az Ószövetség nagy részét és az Újszövetséget hiány nélkül. Ezen kívül megtalálható benne két más irat is, melyeket a korai keresztény szerzők előszeretettel idéztek. Ezek: Barnabás levele és Hermasz „Pásztor" című munkájának egy része. A kódex az alexandriai szövegtípushoz tartozik. A Biblia egyik legjobb és legteljesebb szövegtanúja, valamivel fiatalabb, mint a Codex Vaticanus. A kódex jelölése a szakirodalomban: א vagy S, illetve 01.
346 1/2 fólióból (papiruszlapból) áll, melyek mérete 38,1x 33,7-35,6 cm. A betűket barna tintával írták, egy-egy lapra négy oszlopban. Egy oszlopban 48 sor található, általában 12-16 betű soronként. A szöveg írásmódja scriptio continua (folyamatos írás), némi központozással. Tischendorf szerint a szöveg 4 kéz munkája, melyet később 7 korrektor javított.
Lapjait Lipcsében, Szentpéterváron és Londonban, a British Libraryben őrzik.

## Története

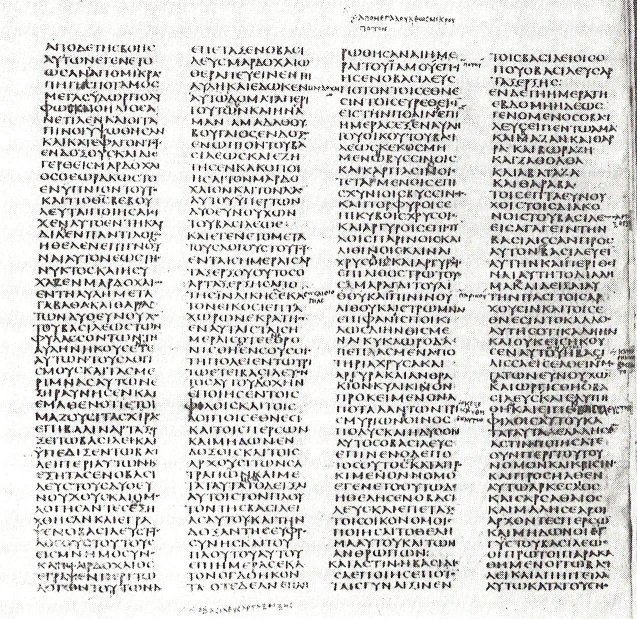
Eszter könyve

A kódexet Constantin von Tischendorf (1815–1874), a lipcsei egyetem professzora fedezte fel 1844-ben a Sínai-hegyi Szent Katalin-kolostorban (Egyiptom) a tüzelésre váró papírok között, egy kukában. 43 fóliót tudott megmenteni; ezeket II. Frigyes Ágost szász királynak elvitte ajándékul, majd publikálta is: a Codex Friderico-Augustanus nevet adta neki.
Másodszor 1853-ban járt a kolostorban. Ekkor a Genezisből (Mózes első könyve) talált két rövid töredéket. Harmadik alkalommal 1859-ben tért újra vissza a kolostorba kutatni, ekkor II. Sándor cár megbízásából. Távozáskor megmutatta az éppen akkor megjelent Septuaginta-kiadást. A kolostor gondnoka korábban nem közölte, hogy nekik is van Septuagintájuk, de most megmutatta a Codex Sinaiticus addig ismeretlen lapjait. Tischendorf kitartó közbenjárásának köszönhetően került ez a rész II. Sándorhoz ajándékként. Tischendorf 1862-ben fakszimile nyomással megjelentette a kódex teljes szövegét. Az első világháború után a British Museum vásárolta meg 1933-ban 100 000 fontért a kódexet a Szovjetuniótól.
1975-ben egy falomlás során újabb töredékek kerültek elő a kódexből. 2005 tavaszán jelentette be a British Library, hogy digitalizálni kívánják a kódex lapjait. A munka 2010-ig tartott, eredménye a www.codexsinaiticus.org weboldalon nyilvános.

## Lásd még
- Codex Alexandrinus